# Heliocentrismo copernicano

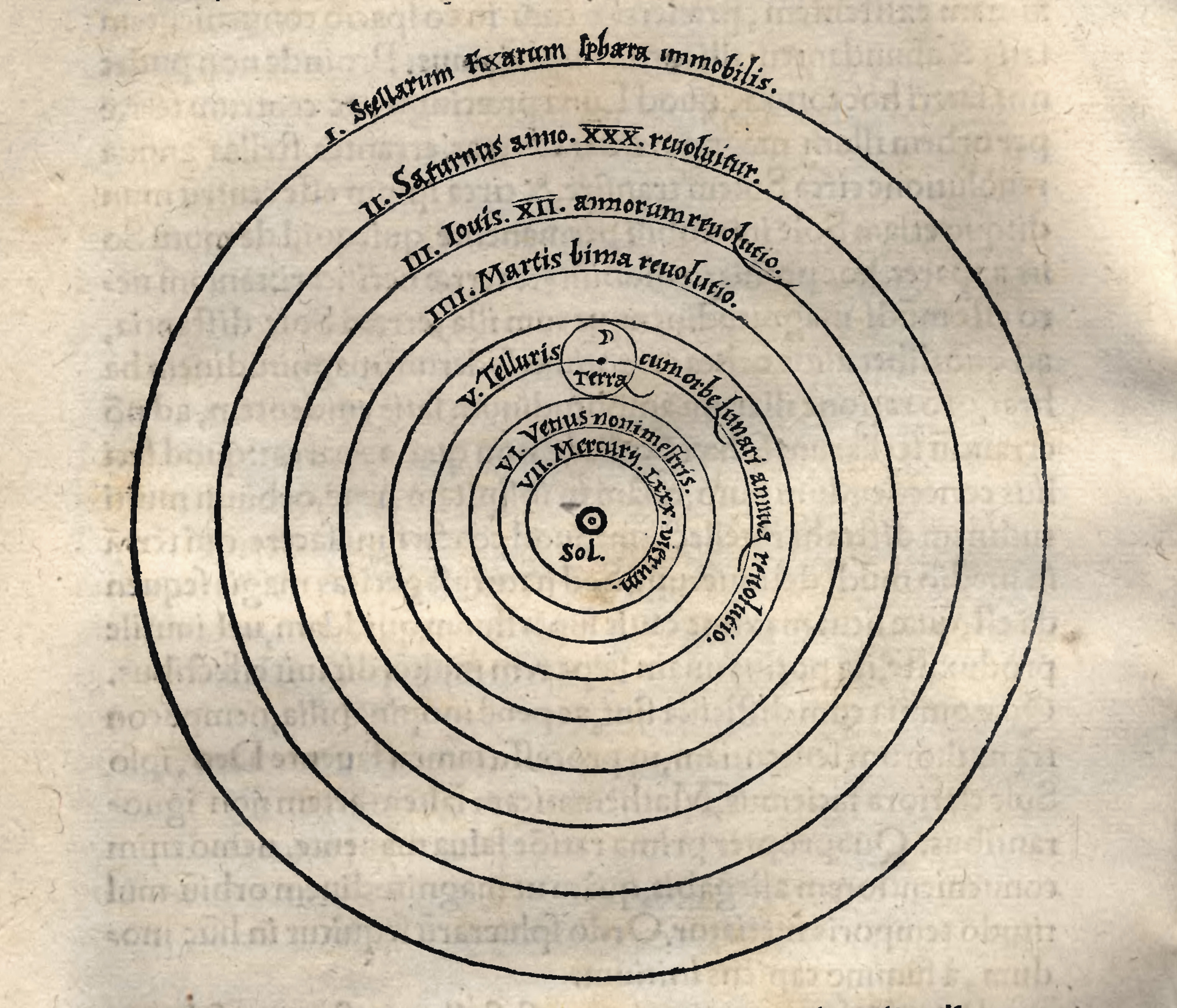
El modelo heliocéntrico de De revolutionibus orbium coelestium (Sobre las revoluciones de las esferas celestes) de Nicolás Copérnico

El heliocentrismo copernicano es el modelo astronómico desarrollado por Nicolás Copérnico y publicado en 1543. Este modelo sitúa al Sol en el centro del Universo, inmóvil, con la Tierra y los demás planetas orbitando a su alrededor en trayectorias circulares, modificadas por epiciclos, y a velocidades uniformes. El modelo copernicano reemplazó al modelo geocéntrico de Ptolomeo que había prevalecido durante siglos, y que colocaba a la Tierra en el centro del Universo.
Aunque Copérnico había hecho circular un esbozo de su teoría heliocéntrica entre sus colegas en algún momento antes de 1514, no lo publicó hasta que su alumno Rheticus lo instó a hacerlo. El desafío de Copérnico era presentar una alternativa práctica al modelo ptolemaico, determinando de manera más elegante y precisa que éste la duración de un año solar, y preservando al mismo tiempo las implicaciones metafísicas de un cosmos ordenado matemáticamente. Así, su modelo heliocéntrico retuvo varios de los elementos ptolemaicos, provocando imprecisiones, como las órbitas circulares de los planetas, los epiciclos y las velocidades uniformes, pero incorporando al mismo tiempo ideas como:
- La Tierra es uno de varios planetas que, en un orden determinado, giran alrededor de un sol estacionario.
- La Tierra tiene tres movimientos: rotación diaria, revolución anual e inclinación anual de su eje.
- El movimiento retrógrado de los planetas se explica por el movimiento de la Tierra.
- La distancia de la Tierra al Sol es pequeña en comparación con la distancia del Sol a las estrellas.

## Trasfondo

### Antigüedad
Filolao (siglo IV a. C.) fue uno de los primeros en plantear la hipótesis del movimiento de la Tierra, probablemente inspirado en las teorías de Pitágoras sobre un globo esférico en movimiento. En el siglo III a. C., Aristarco de Samos propuso lo que fue, hasta donde se sabe, el primer modelo serio de un sistema solar heliocéntrico, basándose y desarrollando algunas de las teorías de Heráclides Póntico, quien habló de una "revolución de la Tierra sobre su eje" cada 24 horas. Aunque su texto original se ha perdido, una referencia en el libro de Arquímedes El contador de arena (Archmedis Syracusani Arenarius & Dimensio Circuli) describe una obra en la que Aristarco avanzó el modelo heliocéntrico. Arquímedes escribió:

Tú [Rey Gelon] estás al tanto de que el "universo: es el nombre dado por la mayoría de los astrónomos a la esfera cuyo centro es el centro de la Tierra, mientras que su radio es igual a la línea recta entre el centro del Sol y el centro de la Tierra. Esta es la creencia común tal como la escuchamos de los astrónomos. Pero Aristarco nos ha traído un libro que consiste en ciertas hipótesis, donde parece que, a partir de las presuposiciones hechas, que el universo es muchas veces más grande que el "universo" que acabo de mencionar. Sus hipótesis son que las estrellas fijas y el Sol permanecen inmóviles, que la Tierra gira alrededor del Sol en la circunferencia de un círculo, el Sol permaneciendo en el medio del Suelo, y que la esfera de las estrellas fijas, situada cerca del mismo centro que el Sol, es tan grande que el círculo en el cual él supone que la Tierra gira tiene tal proporción al a distancia de las estrellas fijas como el centro de la esfera mantiene a su superficie.
Psammítes, Arenarius o El contador de arena

Es un error común pensar que la visión heliocéntrica fue rechazada por los contemporáneos de Aristarco. Este es el resultado de la traducción de Gilles Ménage de un pasaje de Sobre la cara aparente en el orbe de la Luna  de Plutarco. Plutarco informó que Aristarco le dijo en broma a Cleantes (un contemporáneo de Aristarco y líder de los estoicos), como adorador del Sol y oponente al modelo heliocéntrico, que debería ser acusado de impiedad. Ménage, poco después de los juicios a Galileo y Giordano Bruno, enmendó un acusativo (identificando el objeto del verbo) por un nominativo (el sujeto de la frase), y viceversa, de modo que la acusación de impiedad recayó sobre el sustentador heliocéntrico. La idea errónea resultante, de un Aristarco aislado y perseguido todavía se mantiene en la actualidad.

#### El sistema ptolemaico

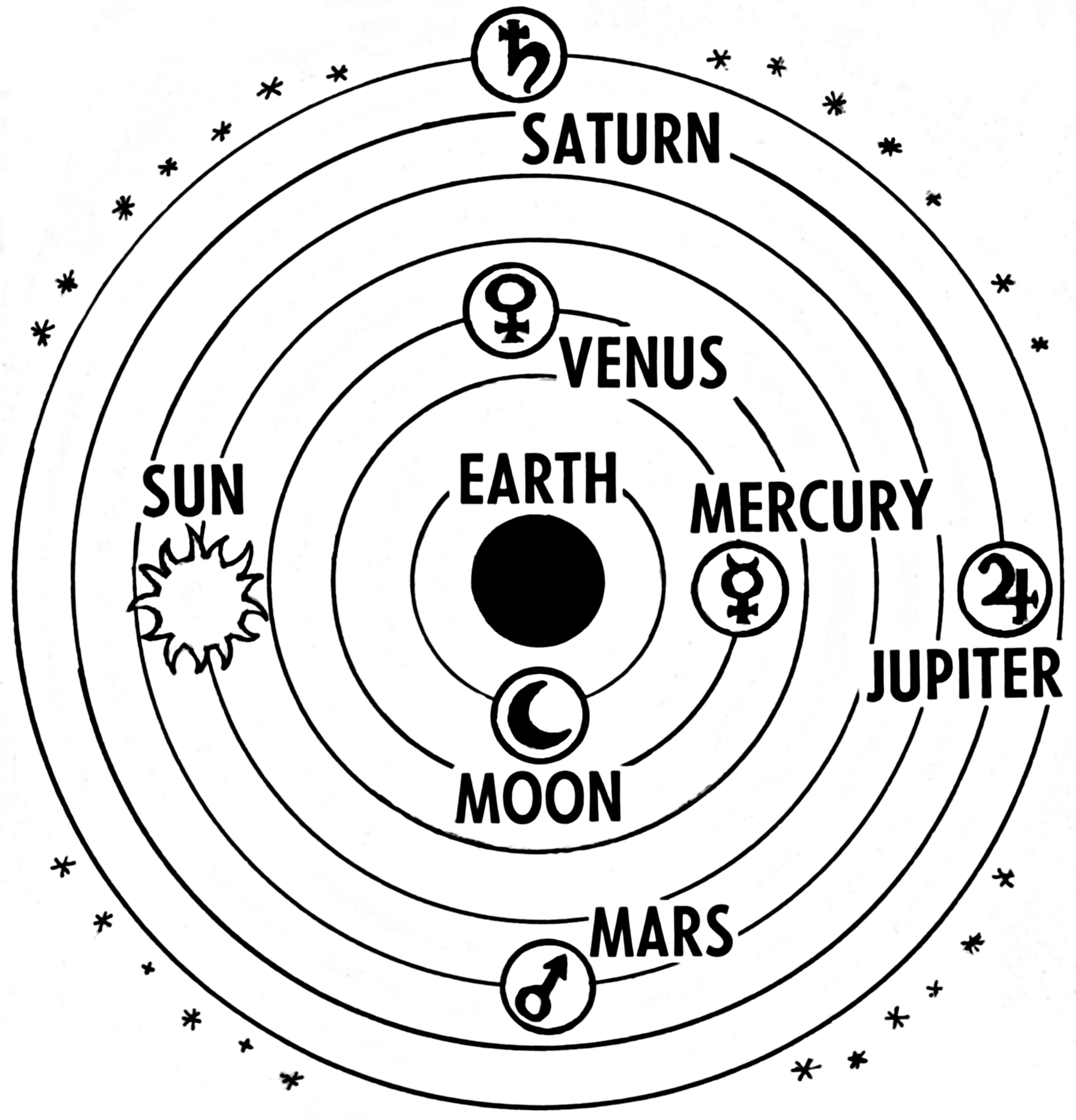
Dibujo lineal del sistema ptolemaico.

El modelo astronómico predominante del cosmos en Europa en los 1.400 años previos al siglo XVI fue el sistema ptolemaico, un modelo geocéntrico creado por el ciudadano romano Claudio Ptolomeo en su Almagesto, que data aproximadamente del año 150 d. C. A lo largo de la Edad Media se habló de él como el texto autorizado sobre astronomía, aunque su autor siguió siendo una figura poco comprendida y frecuentemente confundida con uno de los gobernantes ptolemaicos de Egipto.  El sistema ptolemaico se basó en muchas teorías anteriores que consideraban a la Tierra como un centro estacionario del universo. Las estrellas estaban incrustadas en una gran esfera exterior que giraba relativamente rápido, mientras que los planetas habitaban en esferas más pequeñas entre ellas, una separada para cada planeta. Para explicar las aparentes anomalías en esta visión, como el aparente movimiento retrógrado de los planetas, se utilizó un sistema de deferentes y epiciclos. Se decía que el planeta giraba en un círculo pequeño (el epiciclo) alrededor de un centro, que a su vez giraba en un círculo más grande (el deferente) alrededor de un centro en la Tierra o cerca de ella.
Una teoría complementaria a las esferas homocéntricas empleadas por Ptolomeo: las esferas dentro de las cuales giraban los planetas podían girar un poco. Esta teoría es anterior a Ptolomeo (fue ideada por primera vez por Eudoxo de Cnido; en la época de Copérnico estaba asociada con Averroes). También fueron populares entre los astrónomos variaciones como las excéntricas, mediante las cuales el eje de rotación estaba desplazado y no completamente en el centro. También se hizo que los planetas exhibieran movimientos irregulares que se desviaban de una trayectoria uniforme y circular. Se analizó que los movimientos excéntricos de los planetas habían realizado movimientos inversos durante los períodos de observaciones. Este movimiento retrógrado creó la base de por qué estas vías particulares se conocieron como epiciclos.
La única contribución de Ptolomeo a esta teoría fue el ecuante, un punto alrededor del cual el centro del epiciclo de un planeta se movía con velocidad angular uniforme, pero que estaba desviado del centro de su deferente. Esto violaba uno de los principios fundamentales de la cosmología aristotélica, a saber, que los movimientos de los planetas debían explicarse en términos de movimiento circular uniforme, y muchos astrónomos medievales lo consideraban un defecto grave.

#### Aryabhata
En 499 EC, el astrónomo y matemático indio Aryabhata propuso un modelo planetario que incorporaba explícitamente la rotación de la Tierra alrededor de su eje, que explica como la causa de lo que parece ser un aparente movimiento de las estrellas hacia el oeste. También creía que las órbitas de los planetas son elípticas.  Los seguidores de Aryabhata eran particularmente fuertes en el sur de la India, donde se siguieron, entre otros, sus principios de la rotación diurna de la Tierra y en ellos se basaron una serie de trabajos secundarios.

### En la Edad Media

#### Astrónomos islámicos
Varios astrónomos islámicos cuestionaron la aparente inmovilidad de la Tierra  y su centralidad dentro del universo.  Algunos aceptaron que la Tierra gira alrededor de su eje, como Al-Sijzi, quien inventó un astrolabio basándose en una creencia sostenida por algunos de sus contemporáneos "que el movimiento que vemos se debe al movimiento de la Tierra y no a la del cielo".  El hecho de que otros, además de al-Sijzi, mantuvieran esta opinión lo confirma además una referencia de una obra árabe del siglo XIII que dice: "Según los geómetras [o ingenieros] (muhandisīn), la Tierra está en constante movimiento circular, y lo que parece ser el movimiento de los cielos se debe en realidad al movimiento de la tierra y no a las estrellas".
En el siglo XII, Nur ad-Din al-Bitruji propuso una alternativa completa al sistema ptolemaico (aunque no heliocéntrico). Declaró el sistema ptolemaico como un modelo imaginario, exitoso en predecir posiciones planetarias pero no real o física. El sistema alternativo de Al-Btiruji se extendió por la mayor parte de Europa durante el siglo XIII.  Las técnicas matemáticas desarrolladas en los siglos XIII y XIV por los astrónomos árabes y persas Mu'ayyad al-Din al-Urdi, Nasir al-Din al-Tusi e Ibn al-Shatir para modelos geocéntricos de movimientos planetarios se parecen mucho a algunas de las técnicas. utilizado más tarde por Copérnico en sus modelos heliocéntricos. 

#### Los astrónomos europeos posteriores a Ptolomeo
Desde el siglo XIII, los eruditos europeos eran muy conscientes de los problemas de la astronomía ptolemaica. El debate fue precipitado por la recepción de las críticas de Averroes a Ptolomeo, y nuevamente fue revivido por la recuperación del texto de Ptolomeo y su traducción al latín a mediados del siglo XV  Otto E. Neugebauer en 1957 argumentó que el debate en la erudición latina del siglo XV también debe haber sido informado por las críticas a Ptolomeo producidas después de Averroes, por la escuela persa de astronomía de la era Ilkhanid (siglos XIII y XIV) asociada con el observatorio de Maragheh. (especialmente las obras de al-Urdi, al-Tusi y al-Shatir).

##### Peuerbach y Regiomontano
En la época de Copérnico, la versión más actualizada del sistema ptolemaico era la de Peuerbach (1423-1461) y Regiomontanus (1436-1476). El estado de la cuestión tal como lo recibió Copérnico se resume en el Theoricae novae planetarum de Georg von Peuerbach, compilado a partir de notas de conferencias del alumno de Peuerbach, Regiomontanus, en 1454, pero no impreso hasta 1472. Peuerbach intenta dar una presentación nueva y matemáticamente más elegante del sistema de Ptolomeo, pero no llega al heliocentrismo. Regiomontanus fue el maestro de Domenico Maria Novara da Ferrara, quien a su vez fue el maestro de Copérnico. Existe la posibilidad de que Regiomontano ya hubiera llegado a una teoría del heliocentrismo antes de su muerte en 1476, ya que prestó especial atención a la teoría heliocéntrica de Aristarco en una obra tardía y menciona el "movimiento de la Tierra" en una carta.

## Teoría copernicana
La obra principal de Copérnico, De revolutionibus orbium coelestium, Sobre las revoluciones de las esferas celestes (primera edición 1543 en Núremberg, segunda edición 1566 en Basilea), fue un compendio de seis libros publicados durante el año de su muerte, aunque había desarrollado su teoría varias décadas antes. La obra marca el comienzo del alejamiento de la idea de un universo geocéntrico (y antropocéntrico) con la Tierra en su centro. Copérnico sostenía que la Tierra es un planeta más, que gira alrededor del Sol fijo una vez al año y gira sobre su eje una vez al día. Si bien Copérnico puso el Sol en el centro de las esferas celestes, no lo puso en el centro exacto del universo, sino cerca de él. El sistema de Copérnico utilizaba únicamente movimientos circulares uniformes, corrigiendo lo que muchos consideraban la principal falta de elegancia del sistema de Ptolomeo.
El modelo copernicano reemplazó los círculos ecuantes de Ptolomeo por más epiciclos. 1.500 años del modelo de Ptolomeo ayudan a crear una estimación más precisa de los movimientos de los planetas para Copérnico. Ésta es la razón principal por la que el sistema de Copérnico tenía incluso más epiciclos que el de Ptolomeo. Cuantos más epiciclos demostraron tener mediciones más precisas de cómo estaban realmente posicionados los planetas, "aunque no lo suficiente como para entusiasmarse".  El sistema copernicano se puede resumir en varias proposiciones, como lo hizo el propio Copérnico en sus primeros Commentariolus, que entregó sólo a sus amigos, probablemente en la década de 1510. El "pequeño comentario" nunca se imprimió. Su existencia sólo se conoció indirectamente hasta que se descubrió una copia en Estocolmo hacia 1880 y otra en Viena unos años más tarde.
Las principales características de la teoría copernicana son:
1. Los movimientos celestes son uniformes, eternos y circulares o compuestos de varios círculos (epiciclos).
2. El centro del universo está cerca del Sol.
3. Alrededor del Sol, en orden, están Mercurio, Venus, la Tierra y la Luna, Marte, Júpiter, Saturno y las estrellas fijas.
4. La Tierra tiene tres movimientos: rotación diaria, revolución anual e inclinación anual de su eje.
5. El movimiento retrógrado de los planetas se explica por el movimiento de la Tierra, que en resumen también se ve influido por los planetas y otros cuerpos celestes que giran alrededor de la Tierra.
6. La distancia de la Tierra al Sol es pequeña en comparación con la distancia a las estrellas.

La inspiración llegó a Copérnico no a partir de la observación de los planetas, sino de la lectura de dos autores, Cicerón y Plutarco.[cita requerida]. En los escritos de Cicerón, Copérnico encontró un relato de la teoría de Hicetas. Plutarco proporcionó un relato de los pitagóricos Heraclides Ponticus, Philolaus y Ecphantes. Estos autores habían propuesto una Tierra en movimiento, que no giraba alrededor de un Sol central. Copérnico citó a Aristarco y Filolao en uno de los primeros manuscritos de su libro que se conserva, afirmando: "Filolao creía en la movilidad de la Tierra, y algunos incluso dicen que Aristarco de Samos era de esa opinión". Por razones desconocidas (aunque posiblemente por renuencia a citar fuentes precristianas), Copérnico no incluyó este pasaje en la publicación de su libro.

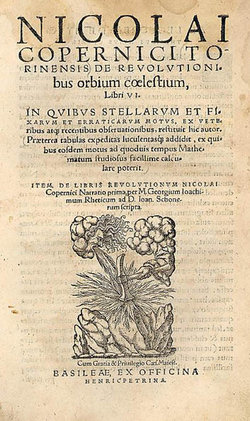
Nicolai Copernicito Torinensis De Revolutionibus Orbium Coelestium, Libri VI (Sobre las revoluciones de las esferas celestes, en seis libros). Portada de la 2.ª edición, Basilea, 1566.

Copérnico utilizó lo que ahora se conoce como el lema urdi y la pareja Tusi en los mismos modelos planetarios que se encuentran en las fuentes árabes. Además, la sustitución exacta del ecuante por dos epiciclos utilizados por Copérnico en el Commentariolus se encontró en un trabajo anterior de al-Shatir. Los modelos lunar y de Mercurio de Al-Shatir también son idénticos a los de Copérnico. Esto ha llevado a algunos estudiosos a argumentar que Copérnico debe haber tenido acceso a algunos trabajos aún por identificar sobre las ideas de aquellos astrónomos anteriores. Sin embargo, no ha salido a la luz ningún candidato probable para este trabajo conjeturado, y otros estudiosos han argumentado que Copérnico bien podría haber desarrollado estas ideas independientemente de la tradición islámica tardía. Sin embargo, Copérnico citó a algunos de los astrónomos islámicos cuyas teorías y observaciones utilizó en De Revolutionibus, a saber, al-Battani, Thabit ibn Qurra, al-Zarqali, Averroes y al-Bitruji. Se ha sugerido  que la idea del matrimonio Tusi pudo haber llegado a Europa dejando pocos rastros manuscritos, ya que podría haber ocurrido sin la traducción de ningún texto árabe al latín. Una posible vía de transmisión pudo haber sido a través de la ciencia bizantina; Gregory Chioniades tradujo algunas de las obras de al-Tusi del árabe al griego bizantino. En Italia todavía se conservan varios manuscritos griegos bizantinos que contienen a la pareja Tusi.

### De Revolutionibus Orbium Celestium
Cuando se publicó el compendio de Copérnico, contenía un prefacio anónimo y no autorizado de un amigo de Copérnico, el teólogo luterano Andreas Osiander. Este clérigo afirmó que Copérnico escribió su relato heliocéntrico del movimiento de la Tierra como una hipótesis matemática, no como un relato que contuviese verdad o probabilidad. Dado que se creía que la hipótesis de Copérnico contradecía el relato del Antiguo Testamento sobre el movimiento del Sol alrededor de la Tierra (Josué 10:12-13), aparentemente esto fue escrito para suavizar cualquier reacción religiosa contra el libro. Sin embargo, no hay evidencia de que el propio Copérnico considerara el modelo heliocéntrico como conveniente sólo matemáticamente, separado de la realidad.
El compendio real de Copérnico comenzó con una carta de su (por entonces fallecido) amigo Nikolaus von Schönberg, cardenal arzobispo de Capua, instando a Copérnico a publicar su teoría. Luego, en una larga introducción, Copérnico dedicó el libro al Papa Pablo III, explicando su motivo ostensible al escribir el libro en relación con la incapacidad de los astrónomos anteriores para ponerse de acuerdo sobre una teoría adecuada de los planetas, y señalando que si su sistema aumentaba la precisión de las predicciones astronómicas permitiría a la Iglesia desarrollar un calendario más preciso. En aquel momento se consideró necesaria una reforma del calendario juliano y fue una de las principales razones del interés de la Iglesia por la astronomía.
La obra en sí está dividida en seis libros: 
1. El primero es una visión general de la teoría heliocéntrica y una exposición resumida de su idea del Mundo.
2. El segundo es principalmente teórico y presenta los principios de la astronomía esférica y una lista de estrellas (como base para los argumentos desarrollados en los libros siguientes).
3. El tercero está dedicado principalmente a los movimientos aparentes del Sol y a fenómenos relacionados.
4. El cuarto es una descripción de la Luna y sus movimientos orbitales.
5. El quinto es una exposición concreta del nuevo sistema, incluida la longitud planetaria.
6. El sexto es una exposición más concreta del nuevo sistema, incluida la latitud planetaria.

## Críticas tempranas

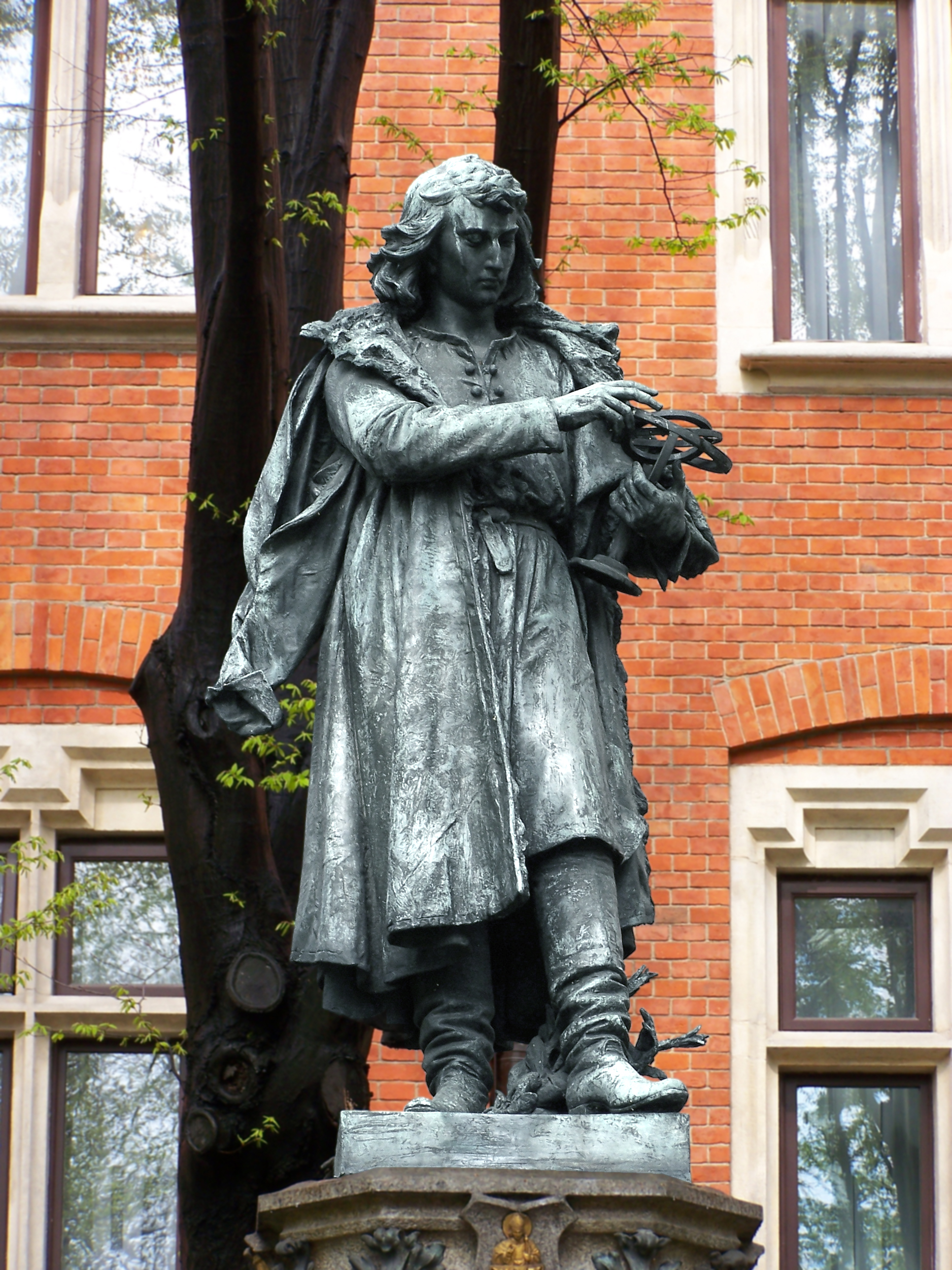
Estatua de Copérnico junto al Collegium Novum de la Universidad de Cracovia

Desde su publicación hasta aproximadamente 1700, pocos astrónomos quedaron convencidos del sistema copernicano, aunque el trabajo tuvo una circulación relativamente amplia (han sobrevivido alrededor de 500 copias de la primera y segunda ediciones, lo cual es un número grande para los estándares científicos de la época). Pocos de los contemporáneos de Copérnico estaban dispuestos a admitir que la Tierra realmente se movía. Incluso cuarenta y cinco años después de la publicación de De Revolutionibus, el astrónomo Tycho Brahe llegó incluso a construir una cosmología exactamente equivalente a la de Copérnico, pero con la Tierra fija en el centro de la esfera celeste en lugar del Sol. Pasó otra generación antes de que apareciera una comunidad de astrónomos practicantes que aceptara la cosmología heliocéntrica.
Para sus contemporáneos, las ideas presentadas por Copérnico no eran mucho más fáciles de usar que la teoría geocéntrica y no produjeron predicciones más precisas de las posiciones planetarias. Copérnico era consciente de esto y no pudo presentar ninguna evidencia observacional, sino que se basó en argumentos sobre lo que sería un sistema más completo y elegante. El modelo copernicano parecía contrario al sentido común y contradecía la Biblia.
Los argumentos de Tycho Brahe contra Copérnico son ilustrativos de los fundamentos físicos, teológicos e incluso astronómicos por los que se rechazó la cosmología heliocéntrica. Tycho, posiblemente el astrónomo más destacado de su tiempo, apreciaba la elegancia del sistema copernicano, pero se oponía a la idea de una Tierra en movimiento basándose en la física, la astronomía y la religión. La física aristotélica de la época (todavía faltaba un siglo para la física newtoniana moderna) no ofrecía ninguna explicación física para el movimiento de un cuerpo masivo como la Tierra, pero podía explicar fácilmente el movimiento de los cuerpos celestes postulando que estaban hechos de un tipo diferente de materia, una sustancia llamada éter que se movía naturalmente. Entonces Tycho dijo que el sistema copernicano “... elude de manera experta y completa todo lo superfluo o discordante en el sistema de Ptolomeo. En ningún momento ofende el principio de las matemáticas. Sin embargo, atribuye a la Tierra, ese cuerpo descomunal y perezoso, incapaz de moverse, un movimiento tan rápido como el de las antorchas etéreas, y un movimiento triple”. Así, muchos astrónomos aceptaron algunos aspectos de la teoría de Copérnico a expensas de otros.

## La revolución copernicana

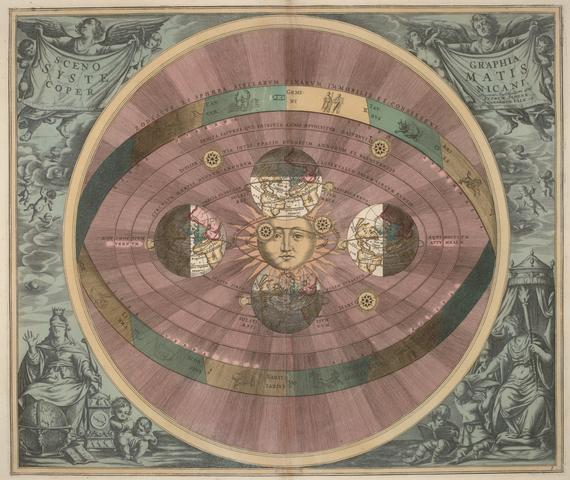
Ilustración de Andreas Cellarius del sistema copernicano, de Harmonia Macrocosmica (1660)

La revolución copernicana, un cambio de paradigma del modelo ptolemaico de los cielos que describía el cosmos con la Tierra como un cuerpo estacionario en el centro del universo, al modelo heliocéntrico con el Sol en el centro del sistema solar, se extendió a lo largo de un siglo, comenzando con la publicación de De revolutionibus orbium coelestium de Copérnico y terminando con la obra de Isaac Newton. Si bien no fue bien recibido por sus contemporáneos, su modelo tuvo una gran influencia en científicos posteriores como Galileo y Johannes Kepler, quienes lo adoptaron, defendieron y (especialmente en el caso de Kepler) buscaron mejorarlo. Sin embargo, en los años posteriores a la publicación de Revolutionibus, para astrónomos destacados como Erasmus Reinhold, el atractivo clave de las ideas de Copérnico fue que restablecieron la idea del movimiento circular uniforme de los planetas.
Durante el siglo XVII, varios descubrimientos adicionales condujeron finalmente a una aceptación más amplia del heliocentrismo:
- Utilizando observaciones detalladas de Tycho Brahe, Kepler descubrió que la órbita de Marte era una elipse con el Sol en un foco y su velocidad variaba con su distancia al Sol. Este descubrimiento se detalló en su libro Astronomia nova de 1609 junto con la afirmación de que todos los planetas tenían órbitas elípticas y movimiento no uniforme, afirmando "Y finalmente... el sol mismo... derretirá todo este aparato ptolemaico como si fuera mantequilla".[44]
- Utilizando el telescopio recién inventado, en 1610 Galileo descubrió las cuatro grandes lunas de Júpiter (evidencia de que el sistema solar contenía cuerpos que no orbitaban alrededor de la Tierra), las fases de Venus (más evidencia observacional no explicada adecuadamente por la teoría ptolemaica) y la rotación del Sol alrededor de un eje fijo,[45] como lo indica la aparente variación anual en el movimiento de las manchas solares;
- Con un telescopio, Giovanni Zupi vio las fases de Mercurio en 1639;
- Isaac Newton propuso en 1687 la gravedad universal y la ley del cuadrado inverso de la atracción gravitacional para explicar las órbitas planetarias elípticas de Kepler.

## Perspectivas modernas

### Sustancialmente correcto
Desde el punto de vista moderno, el modelo copernicano tiene una serie de ventajas. Copérnico brindó una explicación clara de las estaciones: el eje de la Tierra no es perpendicular al plano de su órbita. Además, la teoría de Copérnico proporcionó una explicación sorprendentemente simple para los aparentes movimientos retrógrados de los planetas (como desplazamientos paralácticos resultantes del movimiento de la Tierra alrededor del Sol), una consideración importante en la convicción de Johannes Kepler de que la teoría era sustancialmente correcta.  En el modelo heliocéntrico, los aparentes movimientos retrógrados de los planetas que se producen en oposición al Sol son una consecuencia natural de sus órbitas heliocéntricas. En el modelo geocéntrico, sin embargo, estos se explican por el uso ad hoc de epiciclos, cuyas revoluciones están misteriosamente ligadas a la del Sol.

### Historiografía moderna
La discusión de si las proposiciones de Copérnico eran "revolucionarias" o "conservadoras" para su época ha sido un tema de debate en la historiografía de la ciencia. En su libro Los sonámbulos: una historia de la cambiante visión del universo del hombre (1959), Arthur Koestler intentó deconstruir la "revolución" copernicana presentando a Copérnico como un cobarde que se mostraba reacio a publicar su obra debido a su miedo paralizante al ridículo. Thomas Kuhn argumentó que Copérnico sólo transfirió "algunas propiedades, previamente atribuidas a la Tierra, a las muchas funciones astronómicas del Sol". Desde entonces, los historiadores argumentan que Kuhn subestimó lo que era revolucionario en el trabajo de Copérnico, y enfatizan la dificultad que Copérnico habría encontrado al presentar una nueva teoría astronómica basada únicamente en la simplicidad de la geometría, dado que no tenía evidencia experimental para justificarla.